# UoSAT-12
UoSAT-12 est un satellite britannique en orbite terrestre basse. Il s’agit du douzième satellite de la série développée par l’Université de Surrey, conçu et construit par Surrey Satellite Technology Ltd (SSTL). Il a été lancé en orbite en avril 1999 à bord d’une fusée Dnepr depuis Iasny, en Russie.

## Mission
UoSAT-12 était une mission expérimentale destinée à démontrer et tester un certain nombre de nouvelles technologies. Des caméras d’imagerie et une liaison descendante en bande S à haut débit de 1 Mbit/s (l’expérience MERLION) ont été testées. Une pile de protocoles IP a été téléchargée à bord du satellite, permettant à la NASA Goddard de mener des expériences visant à étendre l’Internet à l’espace, dans le cadre de son initiative Operating Missions as Nodes on the Internet (OMNI),.
Les technologies validées lors de cette mission ont ensuite été adoptées par SSTL dans la conception de ses satellites de la Disaster Monitoring Constellation.